# Gyarong

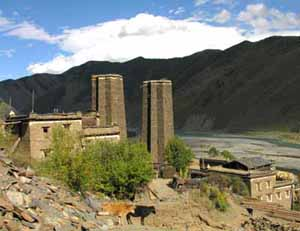
Les tours de l'Himalaya, tours de défense sont des constructions dans les gorges des régions voisines Gyarong et dans le Minyag

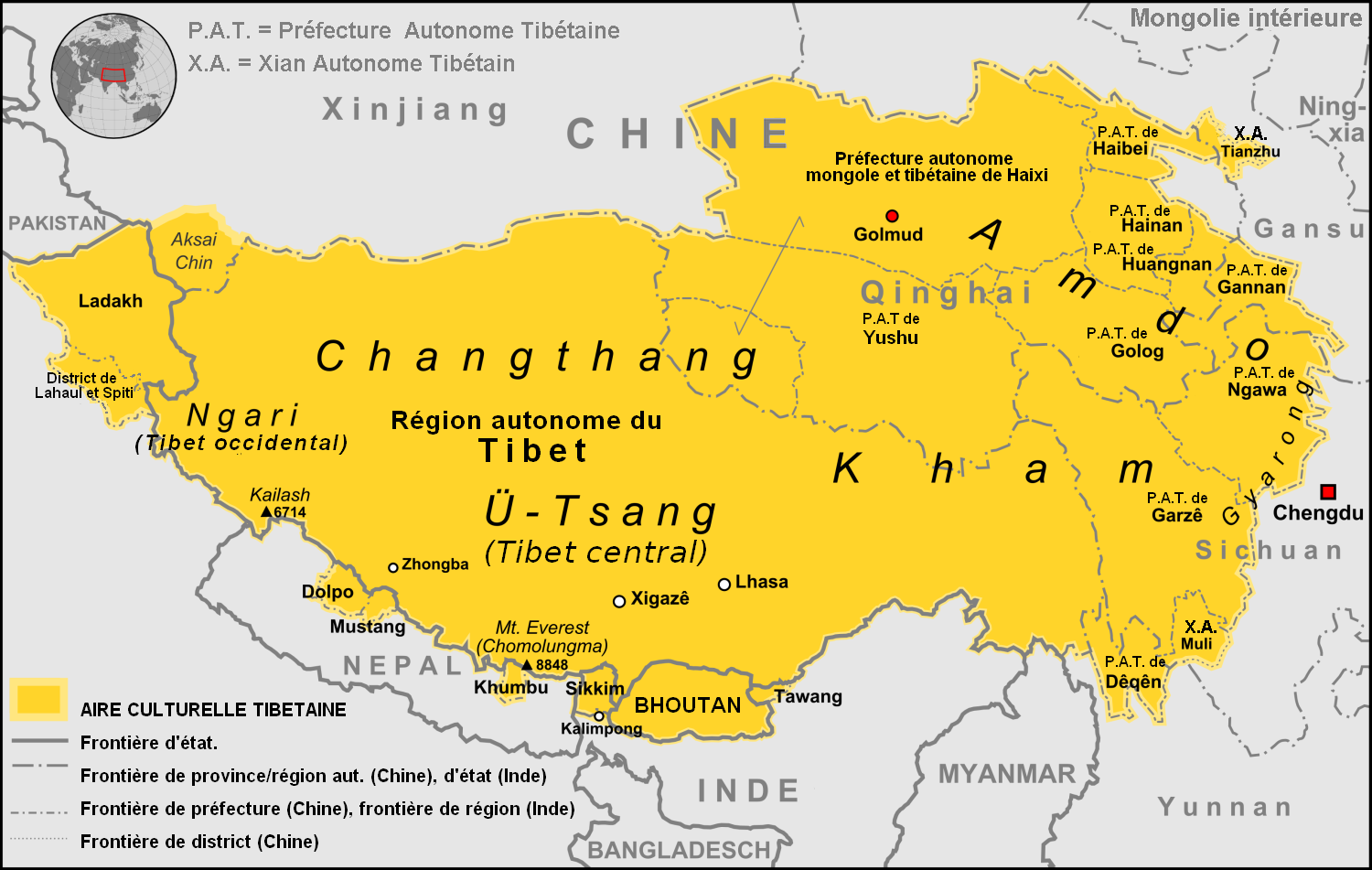
Gyarong est à l'est du Tibet culturel

Gyarong (tibét. rgyal mo rong, la « vallée de la (sainte montagne de la déesse) Gyalmo Mordo » ; chinois 嘉绒 Jiarong) est une zone historique de la partie orientale de la région tibétaine du Kham, à l’endroit où le plateau du Tibet donne sur les gorges des rivières Dadu He et Min Jiang, juste avant la sortie dans le bassin-rouge de la province du Sichuan. Gyarong fait partie aujourd'hui majoritairement du district autonome de Ngawa (Aba) des Tibétains et des Qiang (Aba Zangzu Qiangzu zizhizhou).[style à revoir]